# Thở máy
Thở máy, thông khí cơ học, thở có hỗ trợ hoặc thông khí bắt buộc ngắt quãng (IMV), là thuật ngữ y học để chỉ  thông khí nhân tạo trong đó các phương tiện cơ học được sử dụng để hỗ trợ hoặc thay thế cho quá trình hít thở tự phát. Điều này có thể liên quan đến một loại máy gọi là máy thở, hoặc việc thở có thể được hỗ trợ thủ công bởi một chuyên gia có trình độ phù hợp, chẳng hạn như bác sĩ gây mê, y tá đã đăng ký, nhân viên y tế hoặc người sơ cứu khác, bằng cách áp một thiết bị mặt nạ van túi vào người bệnh.
Thông khí cơ học / thở máy được gọi là "xâm lấn" nếu nó liên quan đến bất kỳ dụng cụ nào bên trong khí quản qua đường miệng, chẳng hạn như ống nội khí quản, hoặc qua da, chẳng hạn như ống mở khí quản. Mặt nạ che mặt hoặc mũi được sử dụng để thở máy không xâm lấn ở những bệnh nhân tỉnh táo được lựa chọn phù hợp.
Hai loại thông khí cơ học chính bao gồm thông khí áp suất dương trong đó không khí (hoặc một hỗn hợp khí khác) được đẩy vào phổi qua đường thở và thông khí áp suất âm nơi không khí thường được hút vào phổi bằng cách kích thích chuyển động của lồng ngực.. Ngoài hai loại chính này, có nhiều phương thức thở máy cụ thể, và danh pháp của chúng đã được sửa đổi qua nhiều thập kỷ do các công nghệ trong lĩnh vực này liên tục phát triển.